# Зміцнення матеріалів
Змі́цнення матеріа́лів (англ. strengthening of materials) — підвищення опору матеріалів або заготовок руйнуванню чи деформації внаслідок технологічного процесу.
Зміцнення характеризується ступенем зміцнення — показником відносного підвищення значення заданого параметра опірності матеріалу руйнуванню чи залишковій деформації у порівнянні з його вихідним значенням в результаті зміцнювальної обробки, а також (у ряді випадків) глибиною зміцнення (товщиною зміцненого шару). Зміцнення зазвичай супроводжується зниженням пластичності. Тому практично вибір способу і оптимального режиму зміцнювальної обробки визначається максимальним підвищенням міцності матеріалу при допустимому зниженні пластичності, що забезпечує найбільшу конструкційну міцність.

## Зміцнення металів і сплавів
3міцнювальне оброблення металів і сплавів за видом технології здійснення поділяють на термічне, механічне, хіміко-термічне і комбіноване (поєднання перелічених технологій); а за областю поширення в тілі деталі на: об'ємне, поверхневе і місцеве.
Зміцнення матеріалу в процесі його отримання та обробки може викликатись термічними, деформаційними, радіаційними впливами, легуванням та уведенням в металічну чи неметалічну матрицю (основу) зміцнювачів — волокон, дисперсних частинок тощо, з утворенням композитів.

### Термічне зміцнення
Термічне зміцнення — зміцнення, яке досягається одним з технологічних методів термічного оброблення.
До основних способів термічного зміцнення належать гартування у поєднанні з відповідним відпуском металів та ізотермічна обробка.
При термообробленні метал може зміцнюватись внаслідок дисперсійного зміцнення, перекристалізації або мартенситних перетворень.
Дисперсійне зміцнення — зміцнення сплаву під час його затвердіння за рахунок утворення дисперсних часток другої фази або кластерів у твердому розчині з атомів легувального елемента.
Перекристалізація — це зміна сплаву, викликана зміною типу кристалічної ґратки. Зміцнення досягається за рахунок зменшення розмірів зерен або їх властивостей (наприклад, при виникненні зерен квазікристалічної фази) в процесі зміни типу кристалічної ґратки.
Мартенситне перетворення — перетворення в кристалічному твердому тілі при низькій температурі, внаслідок яких з його вихідної фази утворюється мартенситна фаза з новою кристалічною ґраткою. Перебудова кристалічної ґратки в мікроскопічних зонах зазвичай зводиться до деформації її комірки, і кінцева фаза мартенситного перетворення може розглядатись як однорідно здеформована вихідна фаза. Зумовлюються упорядкованим переміщенням атомів (або молекул) від вихідної фази до зародка мартенситу. Спостерігаються в сталях (напр., високоміцних), в чистих металах, металевих сплавах (мідь-алюміній, мідь-кремній тощо) і мінералах. Найповніше вивчені в сталях, яким при гартуванні надають високої міцності і твердості.

### Механічне (деформаційне) зміцнення
Деформаційне зміцнення — зміцнення шляхом пластичного деформування в умовах часткового або повного стримування рекристалізації.
Механічні способи зміцнення ґрунтуються на використанні наклепу, що здійснюється накаткою, гідроабразивною чи дробоструминною обробкою, обкаткою кульками чи роликами, алмазним вигладжуванням, дорнуванням тощо, які реалізують поверхневе пластичне деформування.
Використання деформаційного зміцнення — простий та ефективний спосіб підвищення тримальної здатності і довговічності деталей машин та елементів споруд, особливо тих, що працюють в умовах знакозмінних навантажень (осі, вали, зубчасті колеса, підшипники, поршні, циліндри двигунів, зварні конструкції, інструменти тощо). Часто поверхневе пластичне деформування крім зміцнення, значно зменшує шорсткість поверхні, підвищує зносостійкість деталей, покращує естетичний вигляд (зміцнювально-оздолювальна обробка).

### Хіміко-термічне зміцнення
В процесі хіміко-термічного зміцнення (наприклад, цементація, азотування, ціанування, дифузійна металізація тощо) поверхню виробу насичують елементами, взаємодія основного металу з якими забезпечує зміцнення поверхневого шару, а отже, підвищує зносотривкість.

### Інші методи зміцнення
Зміцнення забезпечується також застосуванням електрофізичних та електрохімічних методів обробки (ультразвукової, електроерозійної, магнітоімпульсної, електрогідравлічної, електроннопроменевої, фотоннопроменевої, анодно-хімічної, електроіскровох), а також впливом вибухової хвилі, лазерного опромінення тощо.

### Комбіновані методи зміцнення
До комбінованих способів зміцнення належать термомеханічна обробка, термо-хіміко-механічна обробка, електроерозійна обробка та ін. Об'ємна і поверхнева обробка можуть вестись послідовно декількома методами.

## Поверхневе зміцнення
Поверхневе зміцнення (англ. surfase strengthening) — зміцнення шляхом зміни властивостей поверхневого шару заготовки або виробу.
Для деталей, руйнування яких починається з поверхні, розроблено велику кількість методів поверхневого зміцнення, що ґрунтуються або на нанесенні покриття, або зміні стану (модифікуванні) поверхні, що може відбуватись як без зміни хімічного складу, так і зі зміною хімічного складу матеріалу біля поверхні. У першому випадку, зміцнення деталей досягають шляхом осаджування на їх поверхні матеріалів, які за своїми властивостями відрізняються від основного металу, але найбільше відповідають умовам експлуатації за зносостійкістю, корозійною стійкістю, стійкістю до хімічного впливу, жаротривкістю тощо. Під час зміни стану (модифікації) поверхневого шару відбувається фізико-хімічне перетворення в металі (сплаві), яке підвищує його опір руйнуванню.

## Зміцнення пластмас
3міцнення пластмас полягає в орієнтуванні їх макромолекул (звичайно розтягуванням) вздовж певної осі або у додаванні до них наповнювачів.